# Melodije morja in sonca 2025
44. Melodije morja in sonca so potekale 5. julija v Amfiteatru Avditorija Portorož z neposrednim prenosom na RTV Slovenija. Vodila sta jih Lorella Flego in Mario Galunič. Umetniški vodja festivala je bil Andrea Flego (Andrea F), urednik oddaje Aleksander Radić, prenos je režirala Tina Novak. 
Zmagal je Dare Kaurič s skladbo »Kristalno jasno«. 

## Javni poziv za udeležbo
Javni poziv je bil objavljen 21. februarja 2025, zbiranje prijav pa je trajalo do 2. aprila. Pravila poziva med drugim določajo:
- da je skladba lahko dolga največ tri minute in pol ter mora biti v slovenskem ali italijanskem jeziku;
- da na odru lahko nastopi največ 5 nastopajočih;
- da morajo vsi izvajalci do 5. julija dopolniti najmanj 17 let;
- da skladba ne sme biti predhodno javno predvajana (ne deloma ne v celoti).

Nastopajoči pojejo v živo ob spremljavi MMS benda (spremljevalne skupine).
Na poziv je prispelo 112 prijav. Izmed njih je izborna komisija v sestavi Boris Devetak (predsednik), Aida Kurtović, Urška Majdič, Andrea F in Martin Štibernik za festival:
- izbrala 11 skladb izmed prijav tistih, ki so se prijavili sami, ter še 2 rezervi;
- potrdila skladbe, ki so jih prispevali 3 avtorji ali izvajalci, ki jih je k sodelovanju povabil organizacijski odbor na predlog umetniškega vodje − ti trije so bili prejemniki posebnih nagrad: MMS legenda − Avtomobili, MMS avtor – Miša Čermak in MMS bodočnost – Regen.

Rezervni skladbi:
| Rezerva | Izvajalec      | Naslov        | Avtor glasbe in besedila                                  |
| ------- | -------------- | ------------- | --------------------------------------------------------- |
| Prva    | Tatjana Mihelj | »Senza«       | Žiga Pirnat (gb), Željko Mladenović (g), Andraž Gliha (g) |
| Druga   | Alex Volasko   | »Jutro znova« | Alex Volasko (gb)                                         |

## Tekmovalne skladbe
| #   | Izvajalec          | Naslov                    | Avtor glasbe in besedila                                                                      |
| --- | ------------------ | ------------------------- | --------------------------------------------------------------------------------------------- |
| 1.  | Boštjan Pertinač   | »Več kot beseda«          | Boštjan Pertinač (gb)                                                                         |
| 2.  | Avtomobili         | »Ti ne veš«               | Mirko Vuksanović (g), Marko Vuksanović (b)                                                    |
| 3.  | Eva Lorbek         | »Šepet valov«             | Matic Lorbek (g), Eva Lorbek (b)                                                              |
| 4.  | De Cheapkiss band  | »Mi imamo vse na dlani«   | Aleš Klinar (g), Alberto Zeppieri (b), Tinkara Kovač (b)                                      |
| 5.  | Lara Krneža        | »Morje, povej«            | Alex Volasko (gb)                                                                             |
| 6.  | Aleksander Novak   | »Je ob tebi dosti sonca«  | Aleksander Novak (gb)                                                                         |
| 7.  | Tanja Lončar       | »Poti Aleksandrink«       | Tomaž Trop (g), Jernej Dirnbek (b)                                                            |
| 8.  | Patrik Mrak        | »S tokom nemirnega morja« | Patrik Mrak (gb), Tomaž Nemec (gb)                                                            |
| 9.  | Angelica Zacchigna | »Mai più«                 | Angelica Zacchigna (gb), Francesco Cainero (gb)                                               |
| 10. | Oto Pestner        | »Ko bi znal«              | Patrik Greblo (g), Miša Čermak (b)                                                            |
| 11. | Regen              | »Jaz in ti«               | Gaja Kuščer (gb), Gašper Sedej (g), Jan Mori (g), Andraž Dražumerič (g), Filip Eisenkoler (g) |
| 12. | Rok Ahačevčič      | »Tiran«                   | Rok Ahačevčič (gb), Robert A. Glač (g), Jaka Novak (g), Boštjan Uršič (gb), Pavel Uršič (b)   |
| 13. | Dare Kaurič        | »Kristalno jasno«         | Dare Kaurič (gb), Tilen Majerič (b)                                                           |
| 14. | Samantha Maya      | »Horizont«                | Kevin Koradin (g), Samantha Maya Šolaja (b)                                                   |

Izvajalce je v živo spremljal MMS band pod vodstvom Tomija Puricha. Spremljevalni pevci so bili Sara Lamprečnik, Lucija Marčič in Žiga Rustja.

## Nagrade
Velika nagrada MMS 2025
- Dare Kaurič za skladbo »Kristalno jasno«

| Skladba (izvajalec)                       | A  | B  | C  | D  | Σ  | X   |
| ----------------------------------------- | -- | -- | -- | -- | -- | --- |
| Več kot beseda (Boštjan Pertinač)         | 2  | 8  | 7  |    | 17 | 7.  |
| Ti ne veš (Avtomobili)                    |    | 4  | 2  |    | 6  | 13. |
| Šepet valov (Eva Lorbek)                  | 12 | 6  |    | 10 | 28 | 3.  |
| Mi imamo vse na dlani (De Cheapkiss band) | 6  |    | 8  | 1  | 15 | 8.  |
| Morje, povej (Lara Krneža)                | 3  |    |    | 3  | 6  | 12. |
| Je ob tebi dosti sonca (Aleksander Novak) | 1  | 1  | 6  | 4  | 12 | 10. |
| Poti Aleksandrink (Tanja Lončar)          |    | 2  |    | 7  | 9  | 11. |
| S tokom nemirnega morja (Patrik Mrak)     | 10 |    | 5  | 6  | 21 | 5.  |
| Mai più (Angelica Zacchigna)              | 5  | 7  | 3  |    | 15 | 9.  |
| Ko bi znal (Oto Pestner)                  | 7  | 12 | 10 |    | 29 | 2.  |
| Jaz in ti (Regen)                         | 4  | 10 | 4  | 5  | 23 | 4.  |
| Tiran (Rok Ahačevčič)                     |    |    |    | 2  | 2  | 14. |
| Kristalno jasno (Dare Kaurič)             | 8  | 3  | 12 | 8  | 31 | 1.  |
| Horizont (Samantha Maya)                  |    | 5  | 1  | 12 | 18 | 6.  |

A = Avditorij, B = žirija, C = radio, D = telefon
- V primeru izenačenja v skupnem seštevku se višje uvrsti skladba, ki je prejela več točk od občinstva v Avditoriju.

Nagrada Danila Kocjančiča za obetavnega izvajalca oz. avtorja
- Regen za skladbo »Jaz in ti«

Posebne nagrade
- MMS legenda: Avtomobili
- MMS avtor: Miša Čermak
- MMS bodočnost: Regen

Opombe:
- O prejemniku velike nagrade so odločali glasovi: (A) občinstva v Avditoriju, (B) strokovne žirije (Vojko Sfiligoj, Klavdija Kopina, Anže Igličar), (C) žirije izbranih radijskih postaj (Radio Capris, Radio Štajerski val, Val 202, Medijska hiša RAI – Radio Trst A, Radio Rogla, Radio 94, Radio Murski val, Radio Koper, Primorski val, Radio Sraka, Radio Univox, Radio Maribor, Radio Robin, Prvi program Radia Slovenija) in (D) javnosti (telefonsko glasovanje).
- Veliko nagrado (spominska skulptura, denarna nagrada, kritje stroškov snemanja videospota) prejme izvajalec zmagovalne skladbe.
- O prejemniku nagrade Danila Kocjančiča (spominska skulptura, denarna nagrada, snemalni termini v studiu Hendrix) je odločala strokovna žirija (v enaki sestavi kot za veliko nagrado).
- Prejemnike posebnih nagrad (posebno priznanje v obliki spominske skulpture, darilni boni) predlaga oz. izbere umetniški vodja.

## Spremljevalni program
- otvoritvena točka: Proteus Noir & Žan Videc − Neznano
- Popstars4ever & Plesna šola Natke Geržina – Cela ulica nori
- Perica Jerković (stand-up)

## Gledanost
Festival si je v povprečju ogledalo 5,3 % oz. 101.800 gledalcev, starejših od štirih let, kar je predstavljalo 24-odstotni delež vseh takratnih gledalcev televizije. Vsaj del prenosa si je ogledalo 291.900 različnih gledalcev, starih nad štiri leta.